# DB Classe 101
A DB Classe 101 é uma classe de locomotivas elétricas trifásica fabricadas pela empresa ADtranz e operadas pela DB Fernverkehr uma divisão semi-independente da Deutsche Bahn AG na Alemanha. 145 locomotivas foram construídas entre 1996 e 1999 para substituir as locomotivas com mais de 30 anos da classe 103, primariamente para serviços de expresso chamados na Europa de Intercity.
Nos Estados Unidos a locomotiva ALP-46 da New Jersey Transit (NJT) é uma derivação da classe 101. As locomotivas Bombardier TRAXX compartilham semelhanças com a classe 101.